# 国際連合安全保障理事会決議
国際連合安全保障理事会決議（こくさいれんごうあんぜんほしょうりじかいけつぎ、英語: United Nations Security Council Resolution、UNSCR）は、安全保障理事会の構成国の票決による決議のこと。理事15か国中、9か国以上の構成国が賛成し、かつ、常任理事国の反対が一切なかったときに承認される。

## 決議成立の要件
安全保障理事会の表決は、国連憲章第27条3項に規定されており、各国1票ずつの投票権を有し、「常任理事国の同意投票を含む九理事国の賛成投票」が決議成立の条件となっている。
ゆえに、常任理事国のうち、1か国でも拒否した場合は、「拒否権」の行使として、決議は成立しない。また、常任理事国の「棄権」は「同意」ではないので、27条を文言通りに解釈すれば、決議の成立を妨げることになる。しかし、常任理事国の棄権は決議の成立を妨げないとして、他の9か国により決議が成立させる運用がなされている。
法的にこれを説明するためには、「後の慣行」によって暗黙に憲章が改正されたとか、棄権についての規定が元から欠缺していたなどと説明する他はない。

## 法的拘束力
安全保障理事会決議は、法的拘束力を持っているとされているが国際連合憲章においては、安全保障理事会が決定（英語: decide）した場合のみに法的拘束力をもつ（国際連合憲章第25条）。そのため、議長声明、公式コミュニケ、非公式となるプレスステートメントの順で拘束力が弱く、これらはコンセンサスで決められる。コンセンサスは全会一致が必要のため、プレスステートメントでも非常任理事国の1カ国でも特定の言及記述をブロックできることはあまり知られていない。

## 理事会の運営
常任理事国か非常任理事国の区別なくアルファベット順の月輪番で1か月間議長を務める。安保理の会合には第何回会合と数字が付される正式会合とそうでない非公式協議（英語: informal consultation）がある。正式会合には、4種類の公開会合がある。まず、公式会合は非公式協議でまとまった決議案を採択するための会合で1議題1会合で数分で終了する。次に、公開ブリーフィングは具体的問題について国際連合事務総長特別代表や事務局側から報告をうけるもので、非安保理理事国も参加可能だが誰も発言しない傍聴となる。第3に公開討論、第4に公開会合というものもあって非安保理理事国も発言することができる（スピーチが認められても言いっ放しとなり、議場での討論とならない）。これらは安保理議場で開催される。このほか、プライベート・ミーティングは主として地域情勢に関する非公開会合で事務総長特別代表や事務局、紛争当事国や利害関係国と安保理理事国との意見交換の場である。さらにPKOに要員をだしている国と安保理理事国だけの非公開会合もある。非公開会合には議事録はなく公式コミュニケが発表されるだけである。